# Дрегонси
Њупорт Гвент Дрегонс (енгл. Newport Gwent Dragons) је професионални велшански рагби јунион тим који учествује у Про 12. Боје ове рагби екипе су црна, црвена и бела. Међу познатим рагбистима који су играли за змајеве су Лук Чартерис, јужноафриканац Перси Монтгомери, i Мајк Херкус. Највише утакмица за змајеве одиграо је Стив Џонс - 126, највише есеја дао је Алед Бру - 26 есеја, а најбољи поентер је Џејсон Тови - 660 поена.
Први тим
Халам Амос
Рос Вардл
Том Приди
Ештон Хејвит
Елед Бру
Рис Вилијамс
Адам Варен
Тилер Морган
Пат Лич
Џек Диксон
Џејсон Тови
Дориан Џонс
Сарел Преториус
Лук Џонс
Чарли Дејвис
Ед Џексон
Таулупе Фалетау
Џејмс Бенџамин
Џејмс Томас
Ник Кад
Лујис Еванс
Кори Хил
Џо Дејвис
Ендру Комбс
Фил Прајс
Алекс Џефрис
Брок Херис
Овен Еванс
Елиот Ди
Рис Бакли